# AMD Turbo Core
AMD Turbo Core – technologia firmy AMD pozwalająca na pracę procesora ze zwiększonym taktowaniem w sytuacji gdy ten nie jest w pełni obciążony obliczeniami. Po raz pierwszy wprowadzona w serii procesorów Phenom II X6 w 2010 roku znalazła także zastosowanie w wybranych jednostkach APU Llano. Obecnie trzecia wersja technologii Turbo Core implementowana jest we wszystkich procesorach serii FX bazujących na architekturze Piledriver oraz jednostkach CPU i APU dla platformy FM2 i FM2+.

## Pierwsza wersja
Została wprowadzona w roku 2010 wraz z serią procesorów Phenom II X6 będąc odpowiedzią na konkurencyjną technologię Intel Turbo Boost. Jej działanie opiera się na analizie obciążenia rdzeni procesora.  Jeżeli ze wszystkich sześciu rdzeni pracują maksymalnie trzy, przechodzą one w stan turbo, w którym zwiększany jest mnożnik oraz napięcie, co pozwala na podniesienie taktowania. Niepracujące rdzenie są utrzymywane w najniższym stanie energetycznym, tak aby nie dopuścić do uszkodzenia procesora. W praktyce jednak Turbo Core nie monitoruje temperatury procesora ani pobieranego prądu. Taktowanie i napięcie nie zostaną obniżone jeżeli temperatura będzie zbyt wysoka.
Technologia ta znalazła zastosowanie także w wybranych modelach APU Llano, np. A8-3820.

## Druga wersja (Turbo Core 2.0)
Zadebiutowała wraz z premierą pierwszych procesorów serii FX w roku 2011. Najważniejsze zmiany dotyczyły sposobu aktywacji trybów turbo, który został wsparty technologią APM (Application Power Management) monitorującą ilość prądu pobieraną przez układ. Jeżeli procesor nie przekracza limitu, APM pozwala mu na przejście w jeden z dwóch stanów turbo, zależnie od ilości aktualnie pracujących rdzeni (istnieją jednak procesory posiadające tylko jeden taki stan, np. FX-4170). Pierwszy stan turbo może być aktywowany dla wszystkich rdzeni, drugi jedynie dla połowy z nich. Na podstawie aktualnego zużycia energii APM dynamicznie reguluje pracę procesora nie pozwalając mu na przekroczenie określonego przez producenta TDP i w razie konieczności obniżając taktowanie oraz napięcie zasilające. Druga wersja Turbo Core, podobnie jak pierwsza, nie uwzględnia temperatury procesora, jedynym zabezpieczeniem jest APM oraz wbudowany w procesor czujnik temperatury.

## Trzecia wersja (Turbo Core 3.0)
Wraz z premierą pierwszych jednostek APU Trinity w roku 2012 wprowadzona została trzecia wersja technologii Turbo Core. Pozwala ona na dynamiczną modyfikację taktowania i napięć nie tylko rdzeni CPU, lecz także zintegrowanego z procesorem układu graficznego. W zależności od obciążenia Turbo Core może podnosić taktowania i napięcia rdzeni CPU lub GPU dopóki cały układ nie osiągnie zakładanego limitu TDP.
Trzecia wersja Turbo Core została zastosowana również w drugiej generacji procesorów FX bazujących na architekturze Piledriver, mimo iż procesory te nie posiadają zintegrowanych układów graficznych.
Turbo Core 3.0 jest obecnie implementowane we wszystkich jednostkach CPU i APU na platformach FM2 oraz FM2+ a także w procesorach FX na platformie AM3+.

## Problemy z Turbo Core

### Windows 7
Po premierze procesorów AMD FX w roku 2011 głośno było o problemach, które jednostki te mają podczas pracy z systemem Windows 7. Wytłumaczeniem miał być nieoptymalny rozdział wątków na poszczególne rdzenie procesora, co w konsekwencji nie pozwalało im na osiągnięcie maksymalnego stanu turbo. Sam producent twierdził, że problem ten nie występuje w systemie Windows 8. Jednak testy praktyczne nie wykazały dużych różnic pomiędzy systemami. Mimo to, do Windows 7 została wydana aktualizacja, która w niektórych zastosowaniach podnosiła nieco wydajność procesorów.

### APM a duże obciążenie procesora
Technologia APM, mająca kontrolować pracę procesora okazała się być problematyczna dla osób które wykorzystują programy bardzo mocno obciążające procesor (głównie benchmarki). APM przy tak wysokim obciążeniu obniża bowiem taktowanie procesora poniżej wartości bazowej. Problem dotyczy jednak głównie wymagających programów testujących stabilność, takich jak Prime95 czy też OCCT. Podczas normalnej pracy praktycznie nie występuje.

### Turbo Core i podkręcanie
Ze względu na to, iż Turbo Core dobiera ustawienia automatycznie, osoby zajmujące się podkręcaniem praktykują całkowite wyłączanie tej technologii (jak również APM) oraz własnoręczny dobór optymalnych parametrów pracy procesora.